# Distrito de Sangrur
Sangrur (en punyabí: ਸੰਗਰੂਰ) es un distrito de la India en el estado de Punyab. Código ISO: IN.PB.SA.
Comprende una superficie de 5021 km².
El centro administrativo es la ciudad de Sangrur.

## Demografía
Según censo 2011 contaba con una población total de 1654408 habitantes, de los cuales 775780 eran mujeres y 878628 varones.

## Localidades
- Chhajli
- Cheema